# Блерије
Блерије (фр. Bléruais) насеље је и општина у северозападној Француској у региону Бретања, у департману Ил и Вилен која припада префектури Рен.
По подацима из 2011. године у општини је живело 100 становника, а густина насељености је износила 30,03 становника/km². Општина се простире на површини од 3,33 km². Налази се на средњој надморској висини од 89 метара (максималној 97 m, а минималној 45 m).

## Демографија
| 1962. | 1968. | 1975. | 1982. | 1990. | 1999. | 2011. |
| ----- | ----- | ----- | ----- | ----- | ----- | ----- |
| 100   | 109   | 104   | 86    | 62    | 60    | 100   |

График промене броја становника у току последњих година